# Țigănești, Strășeni
Țigănești este un sat și comună din raionul Strășeni, Republica Moldova. Satul are 1.421 locuitori conform recensământului din 2004 iar în preajma satului este amplasată rezervația peisagistică Țigănești.
Satul este locuit de cetățeni moldoveni care vorbesc limba română. Bogat în tradiții transmise din tată în fiu. Precum „Hramul satului” la sărbătoarea satului unde se practică între tineri concursul de lupte greco-romane, completat cu muzică și dans și mulți invitați, „Rusalii” sărbătoarea izvorului când se curăță fântânile satului, sărbătorile de Crăciun, unde copiii și adulții încă mai merg pe la case pentru a cânta colinde ș. a. 

## Etimologie
Există mai multe teorii care descriu originea numelui satului. 
Una din ele spune că numele de Țigănești provine de la cuvântul Țiglă , iar numele inițial a fost consemnat greșit drept Țigănești de ruși, sătenii acestui sat erau maeștri în lucrul lutului, în sat existau peste 60 de cuptoare pentru confecționarea diverselor obiecte din argilă de uz casnic și țigle pentru case. O meserie pe care au transmis-o fiilor.
O altă teorie spune că teritoriile satului erau deținute cândva de un boier care aducea romi în aceste locuri, dându-le loc de muncă și teren pentru a-și construi case, iar odată cu moartea boierului, țiganii s-ar fi mutat cu traiul, pe aceste locuri construindu-se satul Țigănești.

## Istorie
Prima atestare documentară a satului datează din 25 aprilie 1420:
„Din mila lui Dumnezeu, noi, Alexandru voievod, domn al Țării Moldovei. Facem cunoscut, cu această carte a noastră, tuturor celor care o vor vedea sau o vor auzi citindu-se, că această adevărată slugă a noastră și credincios boier, pan Oană vornic, a slujit mai înainte sfântrăposaților noștri înaintași cu dreapta și credincioasa slujbă, iar astăzi ne slujește nouă cu dreapta și credincioasa slujbă. De aceea, noi, văzând dreapta și credincioasa lui slujbă către noi, l-am miluit cu deosebita noastră milă și i-am dat în țara noastră, în Moldova, satele anume Corneștii, și Miclăușeni, și Lozova, și Săcărenii, și Vornicenii, și Dumeștii și Țigăneștii și Lavreștii și Sadova și Homicești. Toate acestea să-i fie de noi uric, cu tot venitul lor, lui și copiilor lui, și nepoților lui, și strănepoților lui, și răstrănepoților lui și întregului lui neam, cine se va alege cel mai apropiat, neclintit niciodată, în vecii vecilor.

...

Iar pentru mai mare întărire a tuturor celor mai sus-scrise, am poruncit slugii noastre credincioase, pan Isaia logofăt, să scrie și să atârne pecetea noastră la această carte a noastră.

La Suceava, în anul 6928 <1420> aprilie 25.”
La recensământul din 1904, Țigănești avea 894 locuitori.
Până în anul 1994, comuna Țigănești cuprindea și satul Onești, acesta devenind comună aparte.

## Administrație și politică
Componența Consiliului local Țigănești (9 consilieri), ales la 5 noiembrie 2023, este următoarea:
|  | Partid                               | Consilieri | Componență | Componență | Componență | Componență | Componență | Componență |
|  | ------------------------------------ | ---------- | ---------- | ---------- | ---------- | ---------- | ---------- | ---------- |
|  | Partidul Acțiune și Solidaritate     | 6          |            |            |            |            |            |            |
|  | Coaliția pentru Unitate și Bunăstare | 3          |            |            |            |            |            |            |